# Droga krajowa B185 (Austria)
Droga krajowa B185 (Martinsbrucker Straße) – droga krajowa w południowej Austrii. Jedno-jezdniowa arteria łączy Reschenstraße w miejscowości Nauders z przejściem granicznym ze Szwajcarią, gdzie spotyka się z tamtejszą drogą 27.